# Church-Field Motor Company
Church-Field Motor Company war ein US-amerikanischer Hersteller von Automobilen.

## Unternehmensgeschichte
Austin Church und H. George Field gründeten 1911 das Unternehmen. Der Sitz war in Sibley, das heute zu Trenton in Michigan gehört. 1912 begannen sie mit der Produktion von Automobilen. Der Markenname lautete Church-Field. Im Januar 1912 wurde ein Fahrzeug auf der Detroit Automobile Show präsentiert. Im September 1913 begannen finanzielle Probleme, woraufhin die Fabrik geschlossen wurde. Zwei Quellen meinen, dass danach möglicherweise noch einzelne Fahrzeuge aus vorhandenen Teilen per Hand montiert wurden, geben aber übereinstimmend 1913 als Ende der Produktion an. Im Mai 1915 wurden die Reste des Unternehmens verkauft.

## Fahrzeuge
Im Angebot standen Elektroautos. Sie hatten ein Fahrgestell in Underslung-Bauart, waren also niedrig gebaut. Der Radstand betrug 254 cm. Die Karosserien bestanden aus Aluminium. Die vordere Haube ähnelte den Motorhauben von Renault. Zur Wahl standen ein zweisitziger Roadster und ein fünfsitziges Coupé. Ungewöhnlich war die Kombination eines Zweigang-Planetengetriebes mit einem Zehnganggetriebe, woraus sich zwanzig verschiedene Übersetzungen ergaben. Die Höchstgeschwindigkeit war mit 40 bis 50 km/h angegeben.